# Partikelverb
Partikelverb är verb i språket som utgörs av ett verb och en partikel, oftast i form av ett adverb eller en preposition. De är vanliga i germanska språk som engelska, tyska och svenska. Ett kännetecken är att betoningen ligger på partikeln. Exempel är ge upp och komma hit.
En del partikelverb kan skrivas ihop utan att betydelsen förändras (att lämna över är detsamma som att överlämna), medan andra ändrar betydelse (att uppge sitt namn är inte detsamma som att ge upp sitt namn). I particip skrivs de alltid ihop, vilket innebär att frasen "ett uppgivet namn" kan bli tvetydig (ett namn som någon har uppgett eller gett upp). När man bildar substantiv av dem, placeras partikeln före verbet ihopskrivet.